# Vicente Valls Abad
Vicente Valls Abad (Alcoy, 25 de noviembre de 1924-Valencia, 22 de agosto de 2014) fue un arquitecto español.

## Biografía
Fue hijo primogénito del arquitecto alcoyano Vicente Valls Gadea y Carmen Abad, quienes tuvieron más tarde otros ocho hijos más.
En el año 1931 la familia traslada su domicilio a Valencia capital y es allí donde realizará sus estudios el joven Vallas Abad, primero en la Academia Ausías March, en la que se prepara entrar en el Instituto Blasco Ibáñez, donde estudiará los dos primeros cursos de bachiller. Los dos siguientes cursos los realizó en Instituto Ramón Lull de Palma, ciudad a la que se había trasladado su padre por motivos laborales. Es por ello por lo que la guerra civil les coge en el archipiélago Balear, estando la familia separada unos en Valencia y otros en Palma, hasta que pudieron reunirse de nuevo unos meses después del inicio de la contienda y estar junto hasta el final de la misma.
Una vez finalizada la contienda, el curso 39-40 y los dos siguientes los pudo realizar en el Colegio San José de Jesuitas de Valencia (donde estudió con personas ilustres de la ciudad de Valencia cono Emilio Alonso Manglano,  Ignacio Carrau y Miguel Catania). En el año 1942 llevó a cabo el examen de estado.
En el mismo año 1942 se traslada a  Madrid donde estudiará Arquitectura, recomendado por Eladio España Navarro (1894-1972), sacerdote y rector del Colegio del Patriarca,  muy amigo del Fundador del Opus Dei, San Josemaría Escrivá. Durante sus estudios se aloja en la Residencia Jenner, perteneciente a la Obra, y que sustituía a la residencia de la calle Ferraz que fue destruísda durante el asalto al Cuartel de la Montaña.
Durante su estancia en esta residencia coincidió, entre otros con los estudiantes de arquitectura Felipe Pérez-Enciso, Luis Borobio, Jesús Cagigal, y César Ortiz Echagüe y otros, que tuvieron un papel importante después en la arquitectura española. Como consecuencia de un malentendido,  en el curso siguiente ha de dejar la Residencia Jenner y se traslada al Colegio Mayor Jiménez de Cisneros, donde residirá hasta acabar la carrera. En el último año de estudios se aloja en el Colegio Mayor Antonio de Nebrija, que ocupaba el ala sur del mismo edificio. Allí coincide con Vázquez Molezún, junto con José María García de Paredes y Rafael Leoz.
En mayo de 1950 tiene que renunciar a la matrícula debido a problemas surgidos por la enfermedad de su padre, que le impide ejercer la profesión, lo que le obliga a partir de 1951 a ocuparse del estudio y clientes de su padre, de la calle de Cirilo Amorós 71.
Obtuvo el título de arquitecto en la Escuela Técnica Superior de Arquitectura de Madrid en 1951. En 1965 se doctoró.
En su juventud fue un buen deportista llegando a jugar de apertura en el equipo de rugby del Colegio Mayor, conocido por la gran relevancia de sus equipos dentro del mundo del rugby universitario español.

## Carrera profesional
Mientras estaba haciendo el servicio militar había obtenido un puesto en el Instituto Nacional de Colonización, por concurso-oposición, cuyo nombramiento es publicado en el BOE de 14 de noviembre de 1951, y que el interesado trataba de retrasar la incorporación efectiva al puesto para poder terminar el servicio militar. Finalmente tuvo que renunciar por motivos familiares, y así en 1953 opositó para el cargo de arquitecto al servicio de la Hacienda Pública.
Entre los años 1953-1957 estuvo destinado en Albacete y entre el 57 y el 61 en Valencia.Desempeñó el cargo de arquitecto de Hacienda hasta que solicitó la excedencia en 1961 para dedicarse de lleno a ser arquitecto de la Obra Sindical del Hogar (OSH) ya que en 1957 (año de la Riada del Turia) había sido nombrado funcionario de dicha institución para la que proyectó y construyó soluciones de urgencia materializadas en los importantes grupos de viviendas sociales.
Su estilo arquitectónico encaja dentro de los postulados de la modernidad. La parte más destacada de su obra se enmarca dentro de la vivienda social, en donde marcó tendencia, por ejemplo en el grupo residencial "Antonio Rueda" en la avenida de Tres Forques, en Valencia; como  la cooperativa de obreros de Tavernes Blanques, la de Chelva, o el Grupo San Rafael en Buñol, encargado por la Compañía Valenciana de Cementos.
Su trabajo se centró y destacó en proyectos en el campo de la promoción privada (entre los que hay que recordar los encargos para la inmobiliaria VICOMAN, la Empresa Valenciana de Cementos o el empresario Gerardo Bacharach)
También realizó trabajos en el ámbito turístico como los apartamentos de “Las Playetas de Bellver” en Oropesa del Mar, y el complejo “Tres Carabelas” en la playa de Pinedo.
Los años 70 son años de prosperidad y consolidación de su carrera como arquitecto (en 1970-71 es nombrado arquitecto del Ministerio de Educación y Ciencia), destacando trabajos como  la Sede Regional del Banco Hispano Americano en la calle de las Barcas o la del Banco Coca en la calle Lauria.
También trabajo durante un corto tiempo en el mundo universitario como docente, impartiendo clases de Construcción II en la Escuela de Arquitectura de Valencia en el curso 1969-70.
En 1980 rehabilita de manera integral el edificio de la Plaza de Tetuán de Valencia para albergar el Centro Cultural de Bancaja y  pone fin a su vida profesional. En 1984 reingresa en el cuerpo de arquitectos al servicio de la Hacienda Pública hasta su jubilación forzosa en 1989.
Recibió diferentes premios y distinciones como la mención en 1973 de los Colegios de Arquitectos de Valencia y Murcia por sus obras dentro de la vivienda social o de Mestre d’Arquitectura, que es un Premio a la Trayectoria Profesional del Colegio de Arquitectos de la Comunidad Valenciana (COACV) en el año 2005.

## Obras
Algunas de sus obras por orden cronológico son:
- Grupo “Virgen de los Desamparados” en la Avenida del Cid, Valencia. Junto a Costa, Cabrero y Tatay, (1954-1962).
- Edificio de Sanidad Municipal, Valencia (Demolido), en 1954.[9]
- Barrio San Rafael en Buñol (1955)[9]
- Edificio Bacharach entre las calles Cirilo Amorós e Isabel la Católica. Valencia. Con L. Gutiérrez Soto, (1954-1957).[5]
- Parroquia del Remedio, en calle Grabador Esteve, Valencia (1960)[9]
- Mutua Levantina de Viajantes y Representantes en la calle Bachiller, en Valencia, junto a J. García Sanz, 1963-1965.[9]
- Conjunto de 1002 viviendas. Polígono en la avenida de Castilla, en Valencia, junto a J. García Sanz y L. Marés Feliu, 1965.[5]
- Conjunto de 1800 viviendas del Barrio de la Paz. Polígono de Vistabella (Murcia), 1966-1971.[9]
- Urbanización "Tres Carabelas" en Avenida Las Gaviotas, El Perellonet (Valencia), junto a J. García Sanz, 1967.[10][9]
- Sede del Banco Hispano Americano en la calle de las Barcas, en Valencia.[5][9]
- Sede del Banco Coca en la calle Lauria, en Valencia.[5]
- Colegio El Vedat, en Torrent (Valencia), (1966-1976) junto a J. García Sanz.[9]
- Edificio Valcanera en la calle Colón esquina calle Sorní, en Valencia, junto a J. García Sanz, 1967-1969.[9]
- Grupo de 1000 viviendas "Antonio Rueda" en la avenida de Tres Forques, en Valencia, junto a J. García Sanz y L. Marés, 1965-1972.[5]
- Grupo de viviendas "Vicente Mortes", polígono Fonteta de Sant Lluís, en Valencia, junto a J. García Sanz y Mensua, 1972-1974.